# 坎特里爾 (愛荷華州)
坎特里爾（英語：Cantril）是一個位於美國愛荷華州范布倫縣的城市。

## 地理
坎特里爾的座標為40°38′37″N 92°04′02″W / 40.64361°N 92.06722°W，而該地的平均海拔高度為238米（即881英尺）。

## 人口
根據2010年美國人口普查的數據，坎特里爾的面積為1.32平方千米，當中陸地面積為1.32平方千米，而水域面積為0.00平方千米。當地共有人口222人，而人口密度為每平方千米168人。